# مونتيجنوسو
مونتيجنوسو، (بالإنجليزية: Montignoso)‏، هي (بلدية) في مقاطعة ماسا كرارا، في توسكانا الإيطالية، وتقع على بعد حوالي 90 كيلومترا (56 ميل) شمال غرب فلورنسا، وحوالي 3 كيلومترات (1.9 ميل) جنوب شرق ماسا.

## السكان
في سنة 1861 بلغ عدد السكان 2٬160 نسمة، وتطور العدد ليصل في سنة 2011 لـ 10٬226 نسمة.
يظهر هذا المخطط البياني تطور النمو السكاني لـ مونتيجنوسو

## توأمة
لمونتيجنوسو اتفاقيات توأمة مع كل من:
- فالريس
- زاكسنهايم